# Dolomedes vittatus
Espèce
Synonymes
- Dolomedes urinator Hentz, 1845
- Dolomedes lanceolatus Hentz, 1847

Dolomedes vittatus est une espèce d'araignées aranéomorphes de la famille des Dolomedidae.

## Distribution
Cette espèce se rencontre aux États-Unis au Texas, en Oklahoma, en Arkansas, au Mississippi, en Alabama, en Floride, en Géorgie, en Caroline du Nord, au Tennessee, au Kentucky, en Illinois, en Indiana, au Michigan, en Ohio, en Virginie-Occidentale, en Virginie, au Maryland, au Delaware, en Pennsylvanie, au New Jersey, dans l'État de New York, au Connecticut, au Massachusetts et au New Hampshire et au Canada en Ontario,.

## Description

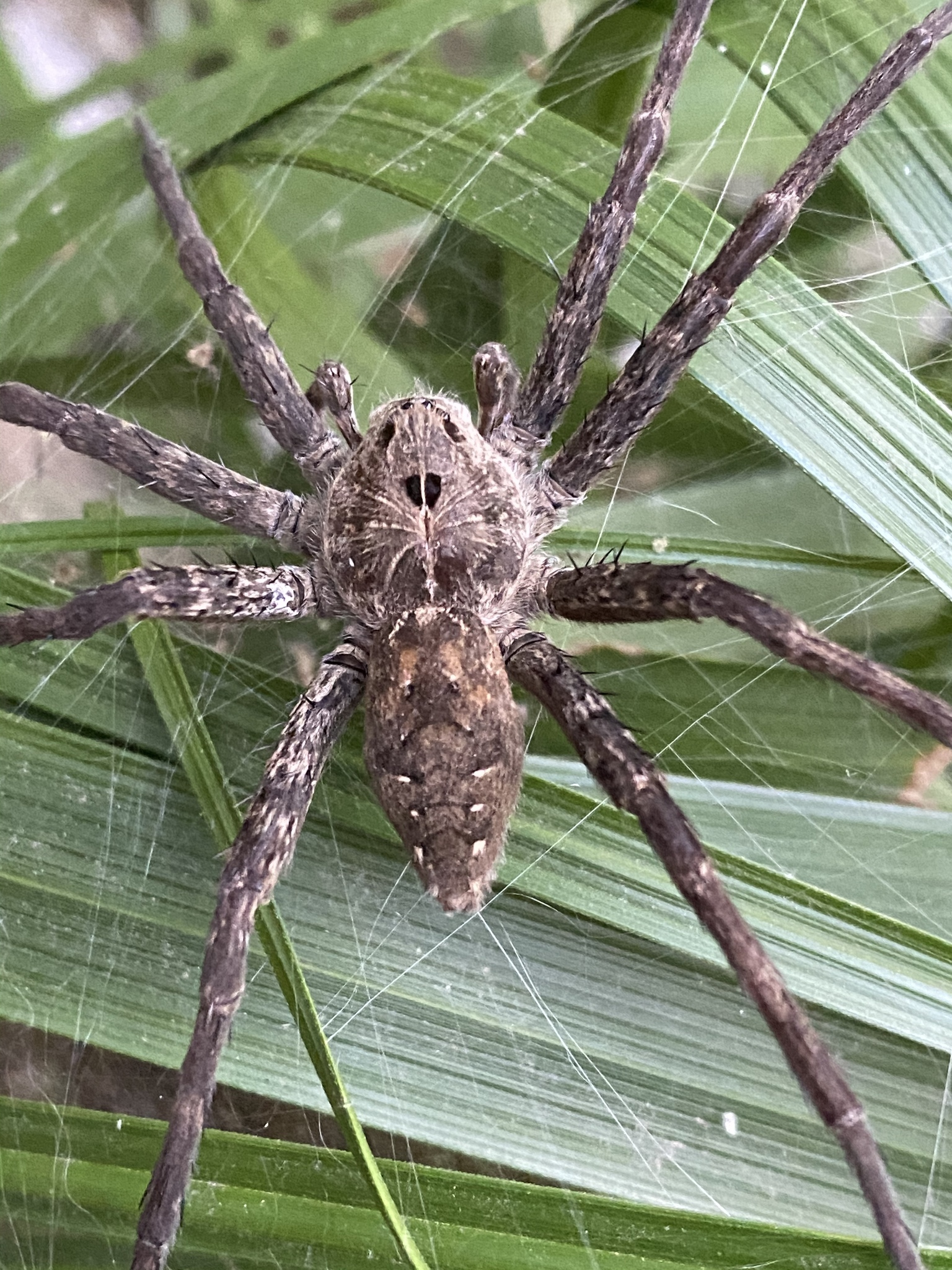
Dolomedes vittatus

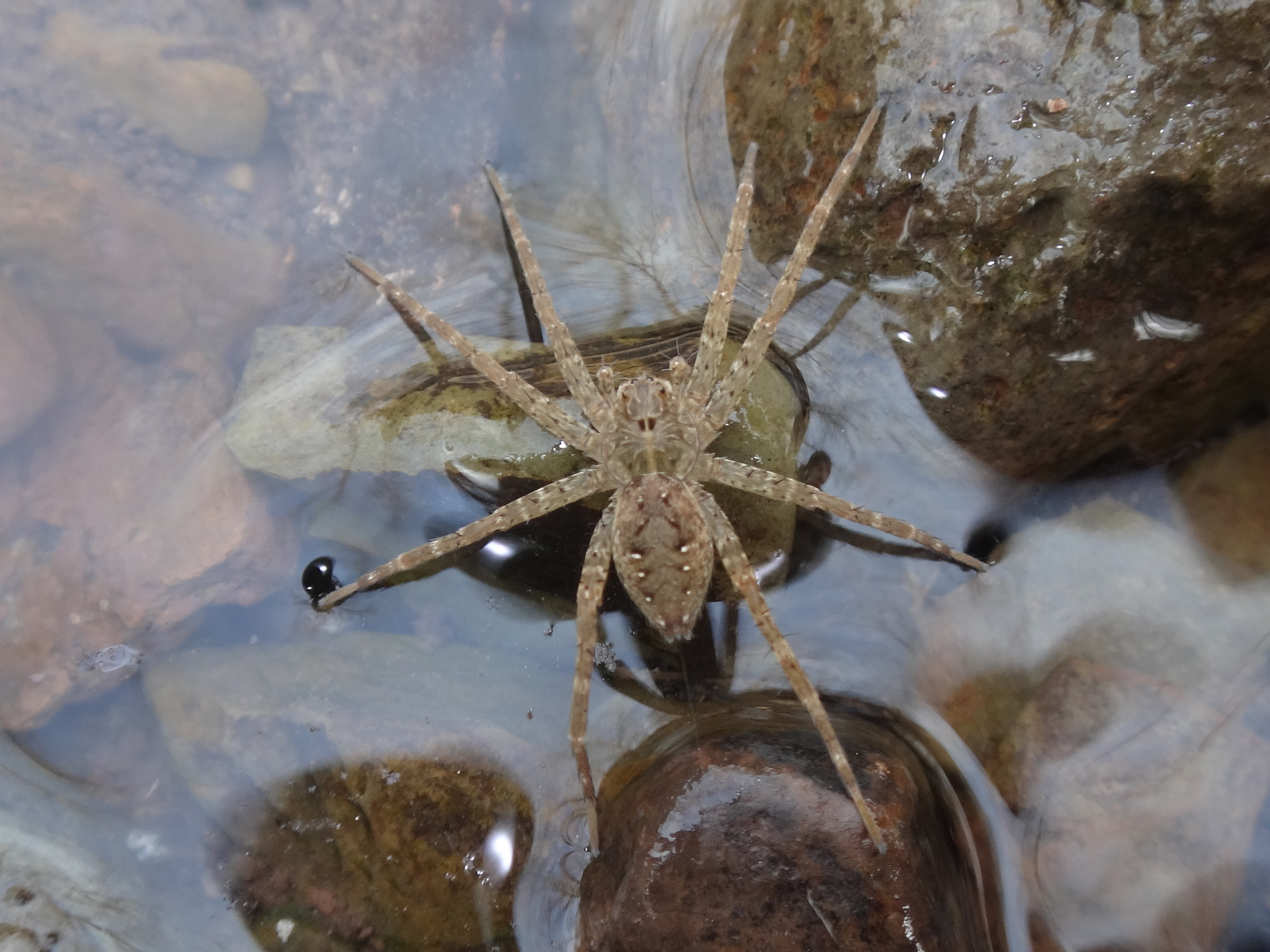
Dolomedes vittatus

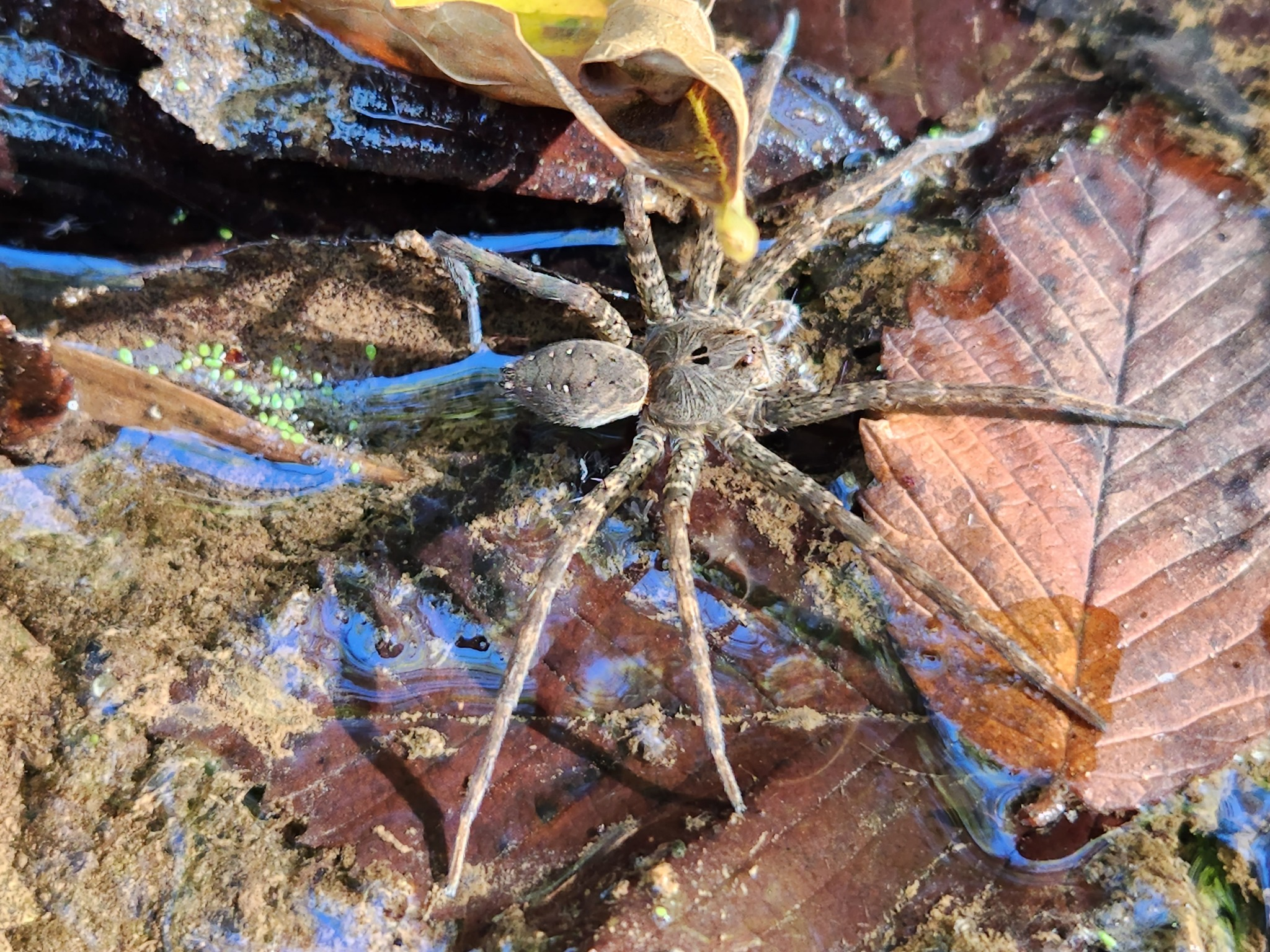
Dolomedes vittatus

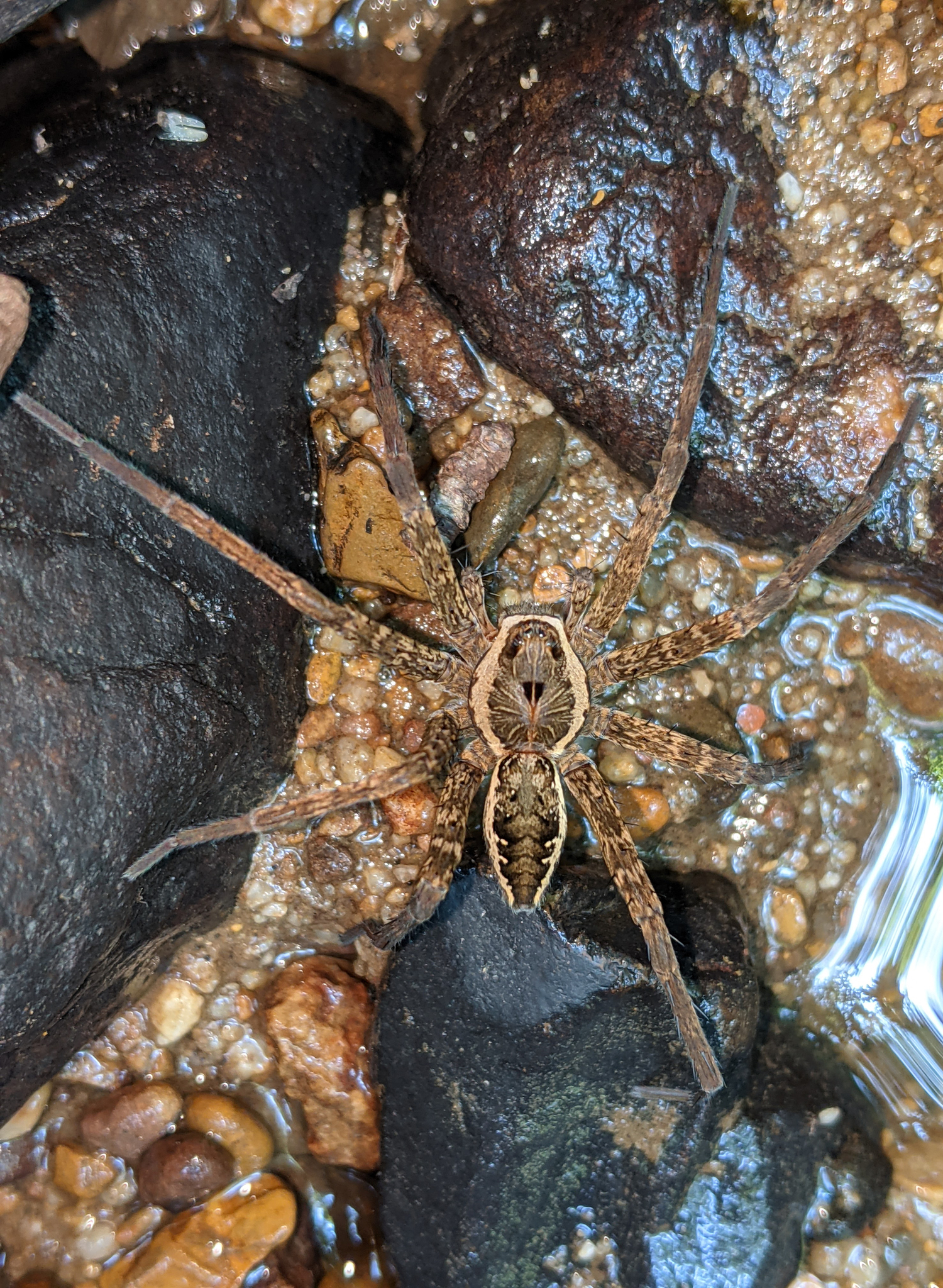
Dolomedes vittatus

Le mâle décrit par Dondale et Redner en 1990 mesure 18,53 mm et les femelles de 19,00 à 22,80 mm.

## Systématique et taxinomie
Cette espèce a été décrite par Walckenaer en 1837.
Dolomedes lanceolatus a été placée en synonymie par Bishop en 1924.
Dolomedes urinator a été placée en synonymie par Carico en 1973.

## Publication originale
- Walckenaer, 1837 : Histoire naturelle des insectes. Aptères. Paris, vol. 1, p. 1-682.